# Omadhoo (Alif Dhaal)
Omadhoo är en ö i Ariatollen i Maldiverna. Den ligger i den västra delen av landet, 75 km sydväst om huvudstaden Malé. Den tillhör den administrativa atollen Alif Dhaal.